# Raïon de Toultchyn
Le raïon de Toultchyn (ukrainien : Тульчинський район) est une subdivision administrative de l'oblast de Vinnytsia, dans l'ouest de l'Ukraine. Son centre administratif est la ville de Toultchyn.

## Administration
Depuis le 19 juillet 2020 le raïon est agrandi aux dépens de ses voisins : Kryjopil, Pichtchanka, Nemyriv, Tomachpil, dans le cadre de la réforme administrative de l'Ukraine.
Le raïon est subdivisé en neuf communauté territoriale d'Ukraine : Ivaniv, Kryjopil, Bratslav, Pichtchanka, Stoudena, Vapniarka, Tomachpil, Toultchyn et Chpykiv.

## Lieux d’intérêt

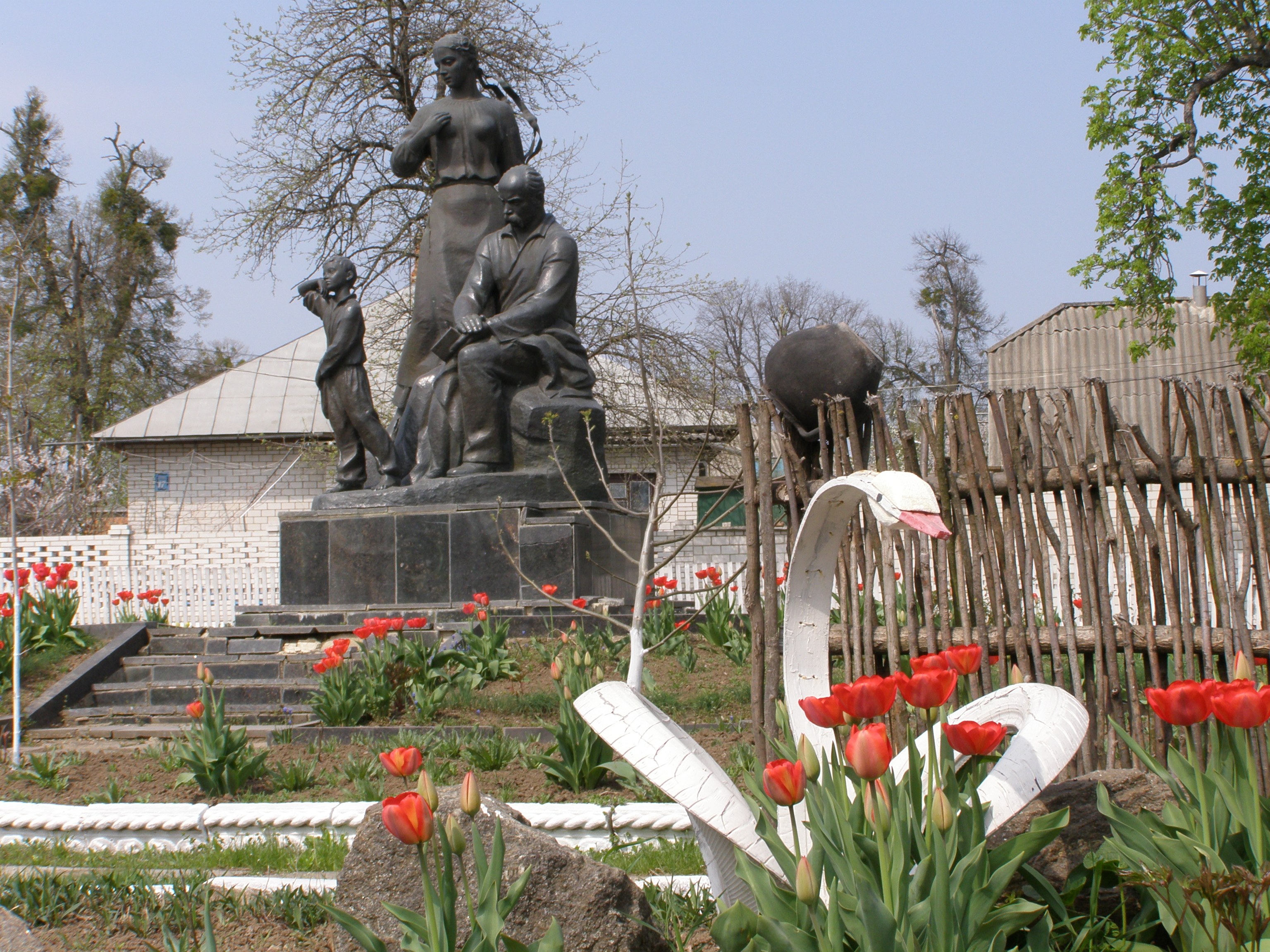
Site fortifié de Vyla-Yaruzki, classé[1],
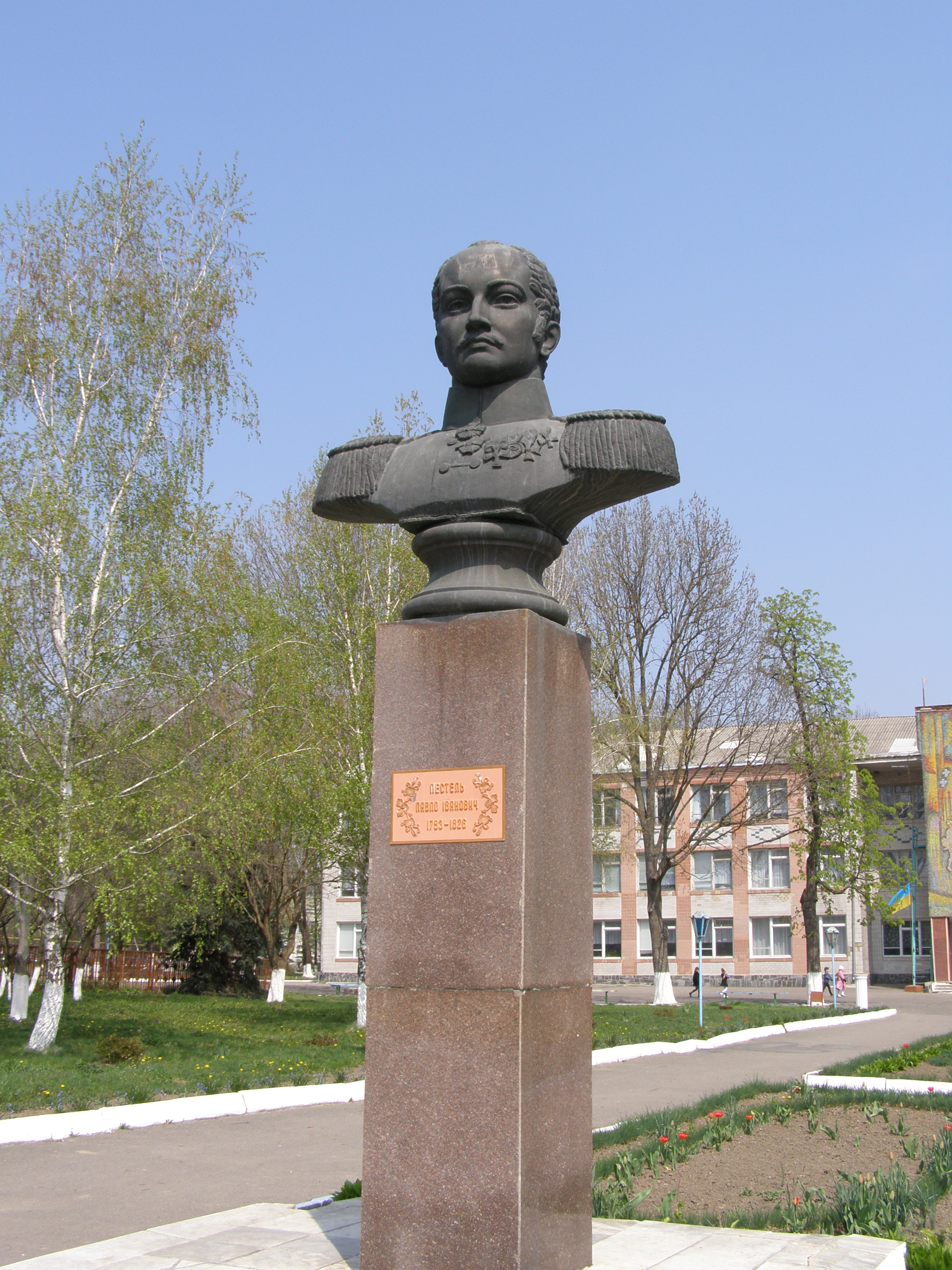
monument à Pavel Pestel, classé[2],
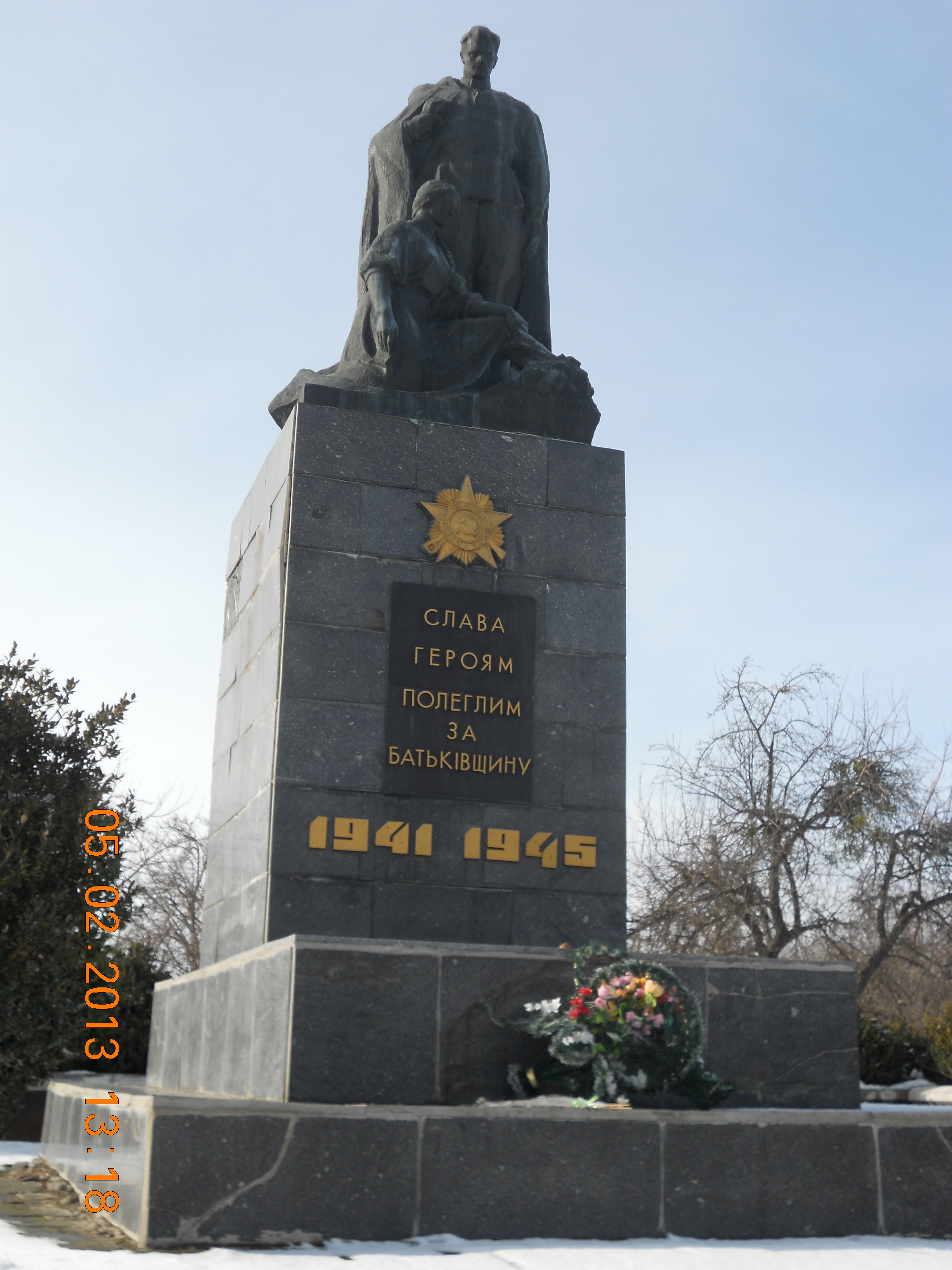
mémorial, classé[3],
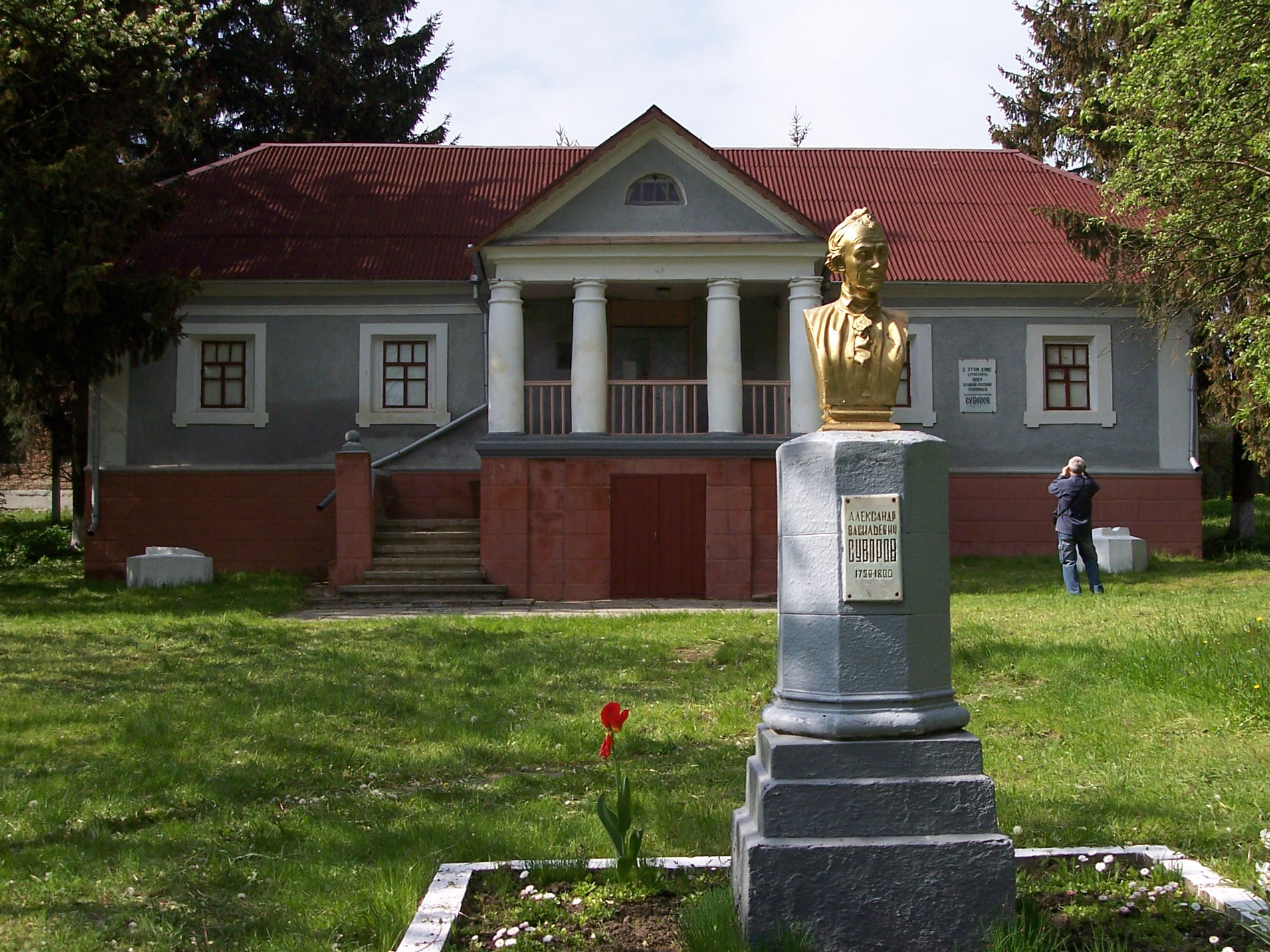
musée et buste à Alexandre Souvorov, classé[3],
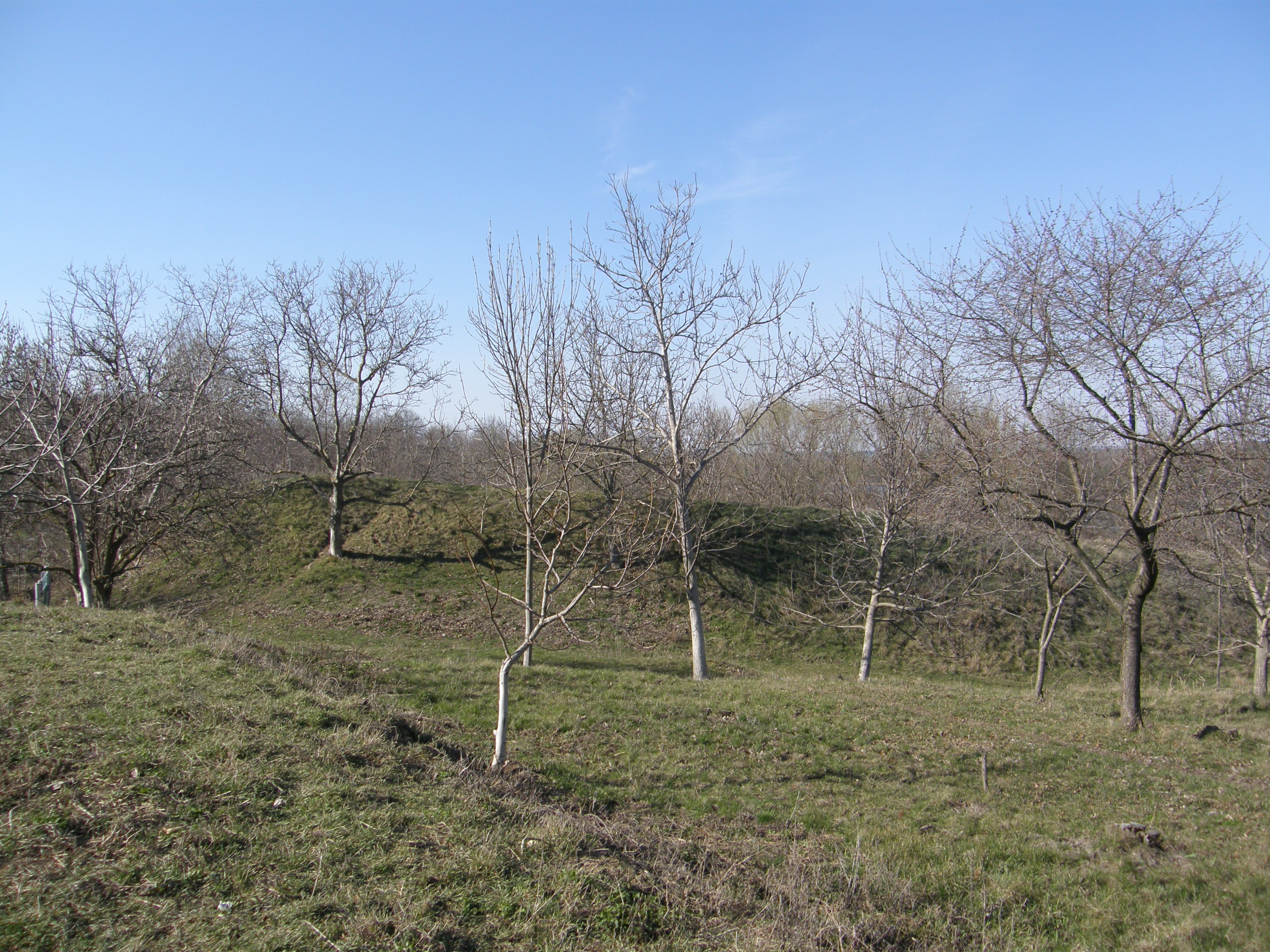
colline fortifiée, classée[4].